# Gnierat
Gnierat – staropolskie imię męskie. Składa się z członu Gnie(wo)- ("gniew") i -rat ("wojna, walka", "walczyć"). Mogło zatem oznaczać "ten, który walczy w gniewie" lub in.